# Brian Keast
Brian Scott Keast (nascido em 27 de novembro de 1953) é um ex-ciclista canadense. Ele representou o Canadá nos Jogos Olímpicos de Verão de 1972, em Munique.